# Фаулер, Розмари
Розмари Хемпсон Фаулер (в девичестве Браун; англ. Rosemary Hempson Fowler (née Brown); род. 1926) — британский физик, участница открытия каона.

## Биография
Розмари Браун родилась в семье контр-адмирала Дж. Брауна (англ. G.H.H. Brown). В 1947 году окончила Бристольский университет с отличием первого класса и стала аспиранткой Сесила Пауэлла. В 1948 году, изучая треки, оставленные в фотоэмульсии частицами космических лучей, обнаружила так называемый «k-трек», который был ассоциирован с тау-частицей, имевшей те же свойства, но распадавшейся иначе, чем известная на тот момент тета-частица. Результаты открытия были опубликованы в начале 1949 года. Тета-тау-парадокс был разрешён в середине 1950-х годов как следствие несохранения пространственной чётности при слабых взаимодействиях, а тау- и тета-частицы стали считать одной частицей — каоном.
В группе Пауэлла Браун познакомилась с молодым физиком Питером Фаулером, сыном Ральфа Говарда Фаулера и внуком Эрнеста Резерфорда. В июле 1949 года они поженились. После этого Браун сменила фамилию и оставила занятия физикой, так и не защитив докторскую диссертацию. Она сконцентрировалась на домашних делах и заботах о детях — трёх девочках, которые впоследствии также интересовались наукой. Старшая — Мэри Фаулер — стала известным геофизиком.
В июле 2024 года Фаулер была присвоена почётная докторская степень Бристольского университета.

## Публикации
- Brown R., Camerini U., Fowler P.H., Muirhead H., Powell C.F., Ritson D.M. Observations with Electron-Sensitive Plates Exposed to Cosmic Radiation // Nature. — 1949. — Vol. 163. — P. 47–51. — doi:10.1038/163047A0.
- Brown R., Camerini U., Fowler P.H., Muirhead H., Powell C.F., Ritson D.M. Observations with Electron-Sensitive Plates Exposed to Cosmic Radiation // Nature. — 1949. — Vol. 163. — P. 82–87. — doi:10.1038/163082A0.
- Brown R.H., Camerini U., Fowler P.H., Heitler H., King D.T., Powell C.F. Nuclear transmutations produced by cosmic-ray particles of great energy. — Part I. Observations with photographic plates exposed at an altitude of 11,000 feet // Philosophical Magazine. — 1949. — Vol. 40. — P. 862–881. — doi:10.1080/14786444908561408.